# Klaus Härtel
Klaus Härtel (* 6. März 1952) ist ein ehemaliger Riesaer Fußballspieler. Für die Betriebssportgemeinschaft (BSG) Stahl Riesa und kurzzeitig für den 1. FC Union Berlin spielte er in der höchsten ostdeutschen Fußballklasse, der DDR-Oberliga.

## Sportliche Laufbahn
Als nach dem fünften Spieltag der Oberligasaison 1971/72 bei Stahl Riesa mit Wolfgang Bengs und Christian Berger zwei Stammspieler nicht eingesetzt werden konnten, erhielt der 19-jährige Härtel am 30. Oktober 1971 die Chance, sich in der Oberliga zu beweisen. Er wurde in der Partie Sachsenring Zwickau – Stahl Riesa (2:0) für Bengs auf der linken Abwehrseite eingesetzt. Trotz der Niederlage hielt Trainer Karl Schäffner an Härtel, der schon in der Nachwuchsabteilung für Stahl Riesa gespielt hatte, fest, auch als Bengs später wieder in die Mannschaft hineinkam. Dem 1,70 m großen Härtel kam auch zugute, dass mit dem zur Armee verpflichteten Wolfgang Schremmer ein weiterer Verteidiger langfristig ausfiel. Bis zum Saisonende fehlte Härtel nur in vier Punktspielen, sodass er in der Oberligasaison auf 17 Einsätze kam, stets als linker Verteidiger. Die Saison endete allerdings für Stahl Riesa mit dem Abstieg aus der Oberliga.
Härtel, ausgebildet als Elektriker, spielte für die Riesaer ein halbes Jahr in der zweitklassigen DDR-Liga und wechselte dann zu Jahresbeginn 1973 zum Oberligisten 1. FC Union Berlin. Dort wurde er sofort im ersten Rückrundenspiel Union Berlin – 1. FC Magdeburg (0:2) am 24. März 1973 auf seiner Stammposition eingesetzt. Auch hier profitierte er von der Tatsache, dass durch das Ausscheiden von Hans-Joachim Sammel die Mannschaft umgebaut werden musste. In den nächsten Spieltagen versuchte es Trainer Ulrich Prüfke mit anderen Spielern auf der linken Abwehrseite, und ehe Härtel eine neue Chance bekommen konnte, wurde er im Mai zu einem dreijährigen Militärdienst eingezogen.
Nach seiner Entlassung im April 1976 kehrte Härtel wieder zu Stahl Riesa zurück, dessen Fußballer inzwischen wieder in der Oberliga spielten. Auch Riesas neuer Trainer Günter Guttmann setzte Härtel sofort wieder auf seiner gewohnten Position ein. Dort spielte er auch in den nachfolgenden vier Spielzeiten, abstiegsbedingt 1977/78 noch einmal in der DDR-Liga. Zwischen Mai 1976 und März 1980 bestritt Härtel 91 der 102 ausgetragenen Punktspiele, was eine Quote von 89 Prozent ergibt. Seine letzten Punktspiele mit der ersten Mannschaft von Stahl Riesa absolvierte er 1980, als er im November zwischen dem 11. und 13. Spieltag noch dreimal in der Oberliga eingesetzt wurde. Im Sommer 1981 beendete Härtel 29-jährig seine Laufbahn als Leistungssportler.